# ベニート・フローロ
ベニート・フローロ・サンス（Benito Floro Sanz、1952年6月2日 - ）は、スペイン・ヒホン出身のサッカー指導者。

## 経歴
1989年、当時2部Bだったアルバセテの監督に就任。1989-1990シーズンに2部B優勝、1990-1991シーズンに2部優勝を果たし、わずか2年で1部へとクラブを導き、1991-1992シーズンは1部でも7位に食い込んだ。
アルバセテでの実績を見込まれ、1992-1993シーズンからはレアル・マドリードの監督に就任。同年にコパ・デル・レイを獲得したが、1993-1994シーズン途中に解任された。
1998年にはJリーグ・ヴィッセル神戸の監督に就任したが、1stステージで18クラブ中17位と低迷し、2ndステージ途中に解任された。
2004-2005シーズンはRCDマヨルカの監督に就任したが、2004年10月に解雇された。

## 指導経歴
- ビジャレアルCF 1988-89
- アルバセテBP 1989-92
- レアル・マドリード 1992-94
- アルバセテBP 1994-96
- スポルティング・デ・ヒホン 1996-97
- ヴィッセル神戸 1998
- CFモンテレイ 2000-2001
- ビジャレアルCF 2002-04
- RCDマヨルカ 2004-05
- バルセロナSC：2009
- ウィダード・カサブランカ：2011-2012
- カナダ代表：2013-2016
- LDアラフエレンセ：2016-2017

## タイトル

### 監督時代
レアル・マドリード
- コパ・デル・レイ:1回（1992-93）
- スーペルコパ・デ・エスパーニャ:1回（1993）

ビジャレアルCF
- UEFAインタートトカップ:1回（2003）